# Жиліште
Жиліште (рум. Jiliște) — село у повіті Вранча в Румунії. Входить до складу комуни Слобозія-Чорешть.
Село розташоване на відстані 157 км на північний схід від Бухареста, 12 км на південь від Фокшан, 64 км на захід від Галаца, 127 км на схід від Брашова.

## Населення
За даними перепису населення 2002 року у селі проживали 698 осіб, усі — румуни. Усі жителі села рідною мовою назвали румунську.